# Don't Try Suicide
«Don't Try Suicide» es la 7° canción del 8° álbum de la banda británica Queen, escrita por Freddie Mercury sin sintetizadores. Es una canción con un ritmo diferente a lo que acostumbraba la banda, con un juego entre el bajo y aplausos con un ritmo marcado, y momentos de velocidad con la batería y la guitarra, con algunos solos de Brian May que rompen cada cierto tiempo la hegemonía del Sonic Volcano, y que se anteponen al juego de bajos ya nombrado.
Un fragmento de esta canción con Freddie Mercury diciendo "Yeah...", en los primeros segundos es utilizada en la  Action This Day del Álbum Hot Space y en la canción Yeah del álbum Made In Heaven, canción que solo nombra esa palabra y dura 4 segundos, siendo así la más corta de Queen, y en "It’s a Beautiful Day (Reprise)" también de Made In Heaven se escucha el fragmento de "Yeah..." y también contiene fragmentos de Seven Seas of Rhye.

## Interpretaciones y actuaciones en vivo
Nunca fue interpretada ni tocada esta canción en vivo en los conciertos ni en las giras por Queen.

## Créditos
- Escrita por: Freddie Mercury
- Producida por: Queen y Mack
- Músicos:
- Freddie Mercury: voz líder y coros, piano
- Brian May: guitarra acústica y eléctrica, coros
- John Deacon: bajo
- Roger Taylor: batería, coros

- Datos: Q16303116